# Marroquíes Bajos

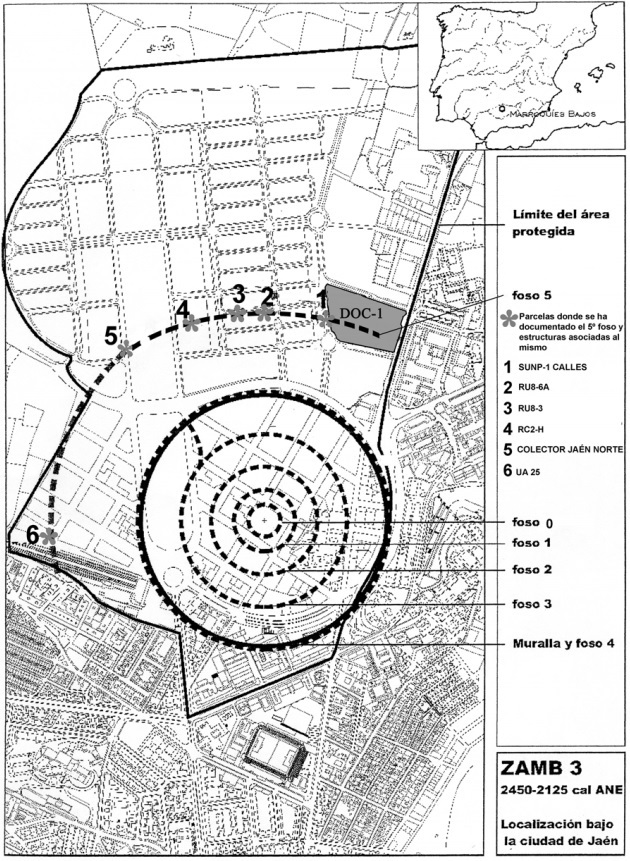
Representación idealizada de la configuración de los fosos de Marroquíes Bajos.

Marroquíes Bajos es la denominación que recibe un sitio arqueológico ubicado en la ciudad de Jaén, concretamente en la antigua periferia septentrional de la ciudad, donde se situaba un espacio de huerta más allá de la estación de ferrocarril, una zona que tras el crecimiento urbanístico de los últimos años alberga en la actualidad el bulevar y el parque Andrés de Vandelvira. Se trata de un asentamiento declarado como zona arqueológica por la Junta de Andalucía, y donde se aprecian cuatro fases definidas de ocupación: calcolítica, ibérica, romana y medieval islámica.
El crecimiento urbanístico de la ciudad ha sido un gran obstáculo en cuanto a la conservación del asentamiento, si bien las distintas campañas de excavación arqueológica que se han sucedido de forma intensiva desde 1995 han permitido recuperar toda la información concerniente a estructuras y restos materiales, permitiendo así avanzar en el conocimiento global del asentamiento antes de su definitivo desmantelamiento. Se ha salvaguardado asimismo una parcela de 6.000 metros cuadrados, situada en el área donde, según los indicios, se hallaría el centro del asentamiento en su fase calcolítica, y que aún permanece por excavar en su mayor parte, si bien las excavaciones que se han realizado en los años 2002 y 2003 han permitido confirmar esta idea. Esta parcela está destinada a albergar el futuro centro de interpretación de Marroquíes Bajos.
El acuerdo que permitió la conservación de los restos arqueológicos en esta superficie fue firmado entre entidades privadas e instituciones públicas protectoras del patrimonio, y consistió en el reparto del número de inmuebles a construir en esta parcela, en otros edificios de futura construcción, lo que explica que el panorama urbano de la zona norte de Jaén sea desigual en cuanto a su altura.

## Fases

### Neolítico
Las primeras evidencias de ocupación constatadas en la zona arqueológica reflejan la existencia de un pequeño campamento estacional neolítico, fechado en la segunda mitad del IV milenio a. C., compuesto por estructuras semisubterráneas de entre 1 y 1,5 m de diámetro, dedicadas a diversos usos (funerarios, productivos, etc.).

### Calcolítico

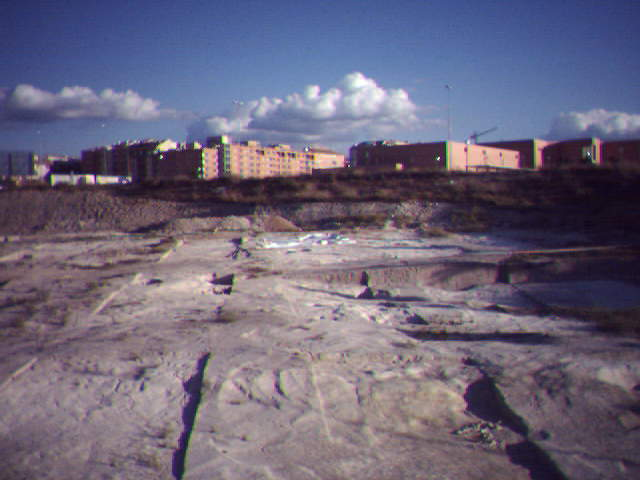
Vista de la zona arqueológica de Marroquíes Bajos, al norte de la calle Federico Mayor Zaragoza. Año 2005

Durante el Calcolítico (principios del III milenio hasta mediados del II milenio a. C.) el asentamiento consistía en una macro-aldea que llegó alcanzar las 35 ha confirmadas mediante excavación y más de 100 estimadas con funciones claramente definidas y aún compartidas (habitacional, defensiva, funeraria, de almacenaje, etc.), donde el reaprovechamiento de estructuras y las remodelaciones serían constantes, lo cual explica la compleja estratigrafía observada. 
El espacio habitado se organizaba en una serie de anillos concéntricos delimitados por un sistema defensivo de fosos de agua excavados en la base geológica (con sección en U o V), flanqueados en su lado interior con empalizadas de madera y muros de adobe o piedra, presentando a veces bastiones y accesos. El sistema de fosos permitía recoger el agua procedente de los manantiales del cerro de Santa Catalina (donde se erige hoy día el Castillo de Santa Catalina), facilitando así su distribución hacia las zonas de huerta que quedaban entre los respectivos fosos. Se han llegado a contabilizar hasta cuatro anillos seguros y otros dos probables, con una extensión de 30 ha seguras y 120 ha probables en el caso extremo. De esta forma, el diámetro oscilaría entre los 650 m seguros hasta los 1900 m probables. Aún en la actualidad es posible advertir sobre el plano de Jaén la herencia de la topografía del asentamiento, pues dos vías urbanas (Doctor Eduardo García-Triviño López y Federico Mayor Zaragoza) discurren describiendo una curva, ya que fueron planificadas sobre el antiguo trazado férreo, que aprovechó los terraplenes que la erosión acumuló sobre los restos de las murallas calcolíticas de uno de estos anillos.
Las estructuras destinadas al hábitat se ubicarían en los anillos definidos entre los fosos y empalizadas. Estas estructuras estarían igualmente excavadas en la roca, teniendo planta circular y sección acampanada, y con tamaños y profundidades variables. También se advierten otras estructuras cónicas o cilindro-cónicas, realizadas con entramado vegetal de ramas y barro, cuyo perímetro estaría definido por una zanja excavada en la roca, y sustentadas por postes clavados en hoyos excavados igualmente, dando una imagen similar a un tipi indio. Finalmente, un tercer tipo de estructura de hábitat serían las cabañas de planta oval o circular con zócalo de piedra.

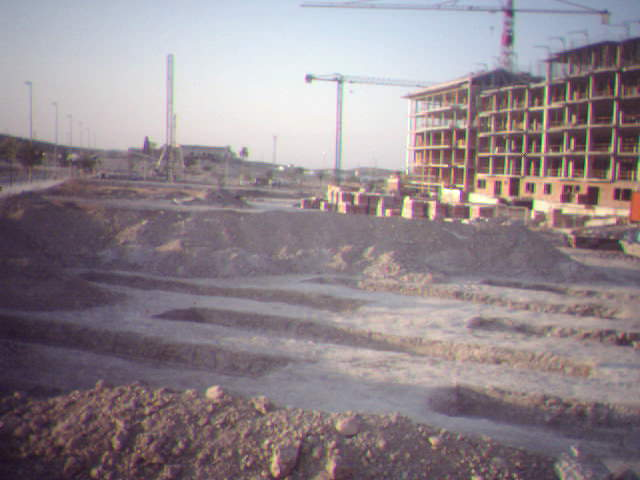
Edificios residenciales en construcción junto a excavaciones arqueológicas, en la zona arqueológica de Marroquíes Bajos. Año 2005

Otras estructuras a destacar son las destinadas a almacenaje, que conforman un paisaje de numerosos silos excavados en la roca, de planta circular y sección acampanada o en U. Respecto a las estructuras funerarias, destacan las fosas con enterramientos múltiples, con características similares a las destinadas al hábitat, así como pithoi.
Debido a estas características, se ha señalado a este asentamiento como un modelo singular de hábitat de la prehistoria de Europa Occidental.

### Fase ibérica
El asentamiento ibérico es de menores dimensiones que los anteriores. En este caso la mayoría de las construcciones se hallan semiexcavadas en la roca y realizadas con materiales perecederos. 

### Fase romana
En cambio, los niveles correspondientes al período romano se identifican en diversas áreas. Los restos hallados indican una cronología romana republicana y una ocupación importante en los siglos I y II d. C., a falta de nuevos datos. De este período destacan diversas estructuras relacionadas con el cultivo de regadío como canales, pequeñas balsas y una gran cisterna de opus caementicium, destinadas para aprovechar el gran potencial hortícola de la zona. También se han podido documentar materiales procedentes de la parte residencial de una villa, estucos, teselas, junto a construcciones de planta absidal.
La excavación de uno de los solares sacó a la luz una necrópolis de inhumación con tumbas antropomorfas excavadas en el sustrato geológico. La datación preliminar indica una cronología tardorromana o altomedieval cristiana.

### Fase islámica
La ocupación de Marroquíes Bajos en la época hispanomusulmana ha sido comprobada en la mayoría de los solares excavados. Se pueden destacar varias circunstancias peculiares del poblamiento de este período, como la densidad de la dispersión de construcciones emirales, la rápida destrucción de las viviendas califales y la compleja configuración del conjunto de construcciones almohades. El sector central de esta zona arqueológica se caracteriza por la reutilización de estructuras romanas durante el período almohade, así como restos de edificaciones de época emiral y califal. También hay que destacar en esta área el hallazgo de un posible molino hidráulico.

### Fase cristiana-contemporánea
Finalmente, se conservan construcciones relacionadas con la ocupación más reciente de la zona desde el primer asentamiento cristiano hasta nuestros días, como un alfar o edificaciones rurales dispersas.

## Marroquíes Bajos en National Geographic
El yacimiento aparece mencionado en el documental de National Geographic, "El resurgir de la Atlántida", producido por James F. Cameron con guion basado en las investigaciones del escritor cubano Georgeos Díaz-Montexano, reproducido en numerosos países (más de 175 y en 45 idiomas). Este documental ha logrado dar mayor visibilidad al yacimiento, permitiendo que algunas intervenciones constructivas sobre el mismo, que ya estaban en curso o aprobadas, se hayan cancelado y replanteado.